# Nelcya Ventura-Kouyaté
Pour les articles homonymes, voir Ventura et Kouyaté.
Pas d'image ? Cliquez ici

a Compétitions nationales et continentales officielles uniquement.

b Matchs officiels uniquement.
Nelcya Ventura-Kouyaté, née vers 2005, est une joueuse française de rugby à XV évoluant au poste de pilier.
Avec son club du Stade bordelais, elle est double championne de France (2024 et 2025).

## Biographie
Nelcya Ventura-Kouyaté naît vers 2005 en région parisienne. Elle et sa famille s'installent à Salles dans le département de la Gironde alors qu'elle a 8 ans. Elle y commence la pratique du rugby à XV à l'école primaire et s'inscrit au club local, l'US Salles. Après une année au Rugby Féminin Bassin d'Arcachon elle intègre en 2020 l'équipe du Stade bordelais.
En 2023, elle est retenue dans l'équipe de France des moins de 18 ans pour le Festival des Six Nations ; une blessure lors du premier match écourte sa participation. L'année suivante, elle est appelée dans le groupe France des moins de vingt ans et participe notamment à la rencontre victorieuse contre l'équipe d'Angleterre,,.
En club avec le Stade bordelais, elle participe aux conquêtes des titres de championnes de France en 2024 et 2025,,.

## Activités extra sportives
En 2024, elle est étudiante en BTS Management commercial opérationnel, en alternance chez les Girondins de Bordeaux.

## Palmarès

### En club
- Vainqueur du Championnat de France en 2024 et 2025 avec le Stade bordelais.